# Morobbia
Der Morobbia (lombardisch die Morobbia) ist ein rund 12 Kilometer langer linker Nebenfluss des Tessins im Schweizer Kanton Tessin. Er entwässert das Valle Morobbia in die Magadinoebene und durchfliesst dabei die Fraktionen Sant’Antonio, Pianezzo, Camorino sowie Giubiasco der Gemeinde Bellinzona.

## Verlauf
Der Morobbia entspringt in der Buco di Giumello auf etwa 1850 m ü. M. unterhalb der Cima Pomodoro und wenig westlich der Grenze zu Italien.
Er durchfliesst anfangs das dicht bewaldete Tälchen Buco di Giumello in nördlicher Richtung, ehe von rechts ein kurzer Quellbach von der Bocchetta di Albano her einmündet. Er wendet sich kurz nach Westen und stürzt eine Talstufe herunter, wobei er bei der Alpe Valletta in das Tal La Valletta eintritt. Der Morobbia wendet sich nach Nordwesten und nimmt zugleich von links einen weiteren kurzen Quellbach auf. Nachdem er die Alp hinter sich gelassen hat, folgen am Flusslauf dichte Wälder, die bis auf winzige Ausnahmen das ganze Tal einnehmen. Er passiert die am rechten Ufer liegende Cascina Nova, bevor von rechts die Cima di Cugn einmündet, die am San-Jorio-Pass entspringt. Hier vereinigt sich das Tälchen La Valletta mit dem der Cima di Cugn zum Valle Morobbia.
Er fliesst gegen Westen weiter vorbei an der Siedlung Monti di Ruscada mit teilweise verlassenen Steinhäusern, wo sich eine Fussgängerbrücke eines Wanderweges befindet. Kurz darauf mündet von links das Wasser aus dem Valle del Canaa und von rechts das aus dem Valle di Ruscada. Das stark bewaldete Tal wird enger und tiefer, was dazu führt, dass sich keine Siedlungen oder Alpen mehr am Ufer finden lassen. Er passiert die hoch über dem Tal gelegene Siedlung Fontana Marcia, ehe er kurz nach der Einmündung der Prada von rechts das Dorf Carena erreicht, das ebenfalls am rechten Ufer über dem Tal liegt.
Dem Morobbia fliessen nun linksseitig der Bach aus dem Val di Poltrinetto und rechtsseitig der aus dem Valle di Melera zu, bevor er die rund 230 Meter höher gelegenen Dörfer Melera und Melirolo passiert. Etwa auf Höhe von Melirolo fliesst er in den Stausee Lago di Carmena, in den auch der Bach Melirolo mündet. Die Staumauer liegt kurz vor Carmena, das er gleich darauf passiert. Er nimmt von links die Valmaggina auf und fliesst am Dorf Vellano vorbei.
Es folgt die Mündung des Baches Verona von links und das Dorf Pianezzo, nach dem der Morobbia nur wenig später in die Magadinoebene eintritt. Er fliesst zwischen den zusammengewachsenen Dörfern Camorino und Giubiasco hindurch, wobei er von links den Riale Grande aufnimmt. Schliesslich mündet der Morobbia auf 212 m ü. M. direkt neben einer Autobahnbrücke der A2 von links in den Tessin.